# Deutsche Prostatakrebs-Studie
Die Deutsche Prostatakrebs-Studie PREFERE („Präferenzbasierte randomisierte Studie zur Evaluation von vier Behandlungsmodalitäten bei Prostatakarzinom mit niedrigem und frühem intermediären Risiko“) war eine großangelegte onkologische Langzeiterhebung zur Behandlung von Prostatakrebs. Männer mit niedrigem oder mittlerem Risiko für die Entwicklung eines Prostatakarzinoms sollten dabei einer von vier Behandlungsmöglichkeiten zugewiesen und über einen längeren Zeitraum beobachtet werden.
Für die ursprünglich von 2013 bis 2030 geplante Untersuchung hatten die Stiftung Deutsche Krebshilfe sowie die gesetzlichen und privaten Krankenversicherungen 25 Millionen Euro zur Finanzierung zugesagt. Im Dezember 2016 wurde die Finanzierung vorzeitig eingestellt, weil die Zahl der eingeschriebenen Patienten zu gering war.

## Ziel und Auftrag
In der PREFERE-Studie wurden erstmals alle vier gängigen Behandlungsmethoden bei frühen Formen von Prostatakrebs vergleichend untersucht:
- operative Entfernung der Prostata (radikale Prostatektomie)
- Bestrahlung von außen (perkutane Strahlentherapie)
- Bestrahlung mit implantierten Strahlungsquellen (permanente Seedimplantation oder Brachytherapie)
- Aktive Überwachung (Therapie nur bei fortschreitendem Tumor)

Alle vier Möglichkeiten werden in der deutschen Behandlungsleitlinie empfohlen. Allerdings lieferten nach Ansicht der Studienverantwortlichen frühere Studien noch keine ausreichende Antwort darauf, welche Variante am meisten nützt und am wenigsten schadet. Die Prefere-Studie sollte diese Frage klären.

## Durchführung
Insgesamt 7600 Patienten sollten von 2013 bis 2017 für die Langzeitstudie gewonnen und in rund hundert Prüfzentren nach dem Zufallsprinzip einer der vier Therapieoptionen zugeteilt werden.
Voraussetzung für die Teilnahme an der Studie war, dass der Prostatakrebs noch nicht weit fortgeschritten ist, gerade diagnostiziert und bisher noch nicht behandelt wurde. Jeder Teilnehmer konnte vor der Zufallseinteilung bis zu zwei Optionen abwählen. Die Patienten wurden in zertifizierten Krebszentren behandelt. Der primäre Endpunkt der Studie war das sogenannte prostatakarzinom-spezifische Überleben. Neben Messungen, die sich spezifisch für das Prostatakarzinom beziehen, sollten während der gesamten Laufzeit mit einer Nachbeobachtungszeit von mindestens 13 Jahren Messungen von verschiedenen Aspekten der Lebensqualität vorgenommen werden.
Interessierte sich ein Patient für die Teilnahme an der Studie, wurde er von seinem behandelnden Urologen an eines der teilnehmenden Studienzentren überwiesen. Dort klärte ihn der Arzt ausführlich über die Studie und die vier möglichen Therapie-Optionen auf. Nach der Entscheidung des Betroffenen  sollte der Patient über einen Zeitraum von mindestens 13 Jahren in Zusammenarbeit mit seinem niedergelassenen Urologen und durch ein Studienzentrum betreut werden. Voraussetzung für die Teilnahme an der Studie war, dass der Prostatakrebs noch nicht weit fortgeschritten ist, gerade diagnostiziert und bisher noch nicht behandelt wurde.

## Qualität der Behandlung
Kliniken, die sich als Studienzentren an der Forschungsarbeit beteiligten, mussten bestimmte Qualitätsanforderungen wie eine Mindestzahl von Prostatakrebs-Behandlungen pro Jahr erfüllen. Zudem mussten sie in der Lage sein, sowohl die chirurgische Behandlung des Karzinoms als auch die beiden verschiedenen Möglichkeiten der Strahlentherapie durchführen zu können. Die Zentren mussten sich außerdem einem Verfahren zur Qualitätssicherung unterziehen. Dadurch sollten sich die Patienten darauf verlassen können, dass sie im Rahmen der PREFERE-Studie eine optimale Behandlung erhielten. Ein weiterer Vorteil für Patienten war: Besonders erfahrene und spezialisierte Pathologen untersuchten das Prostata-Gewebe der Studienteilnehmer, das bei der Biopsie entnommen wurde, zusätzlich noch einmal. Diese Zweitbegutachtung, die nicht zur Regelversorgung gehört, lieferte eine höhere Sicherheit der Diagnose.

## Geschichte
Die Leitung der PREFERE-Studie hatten der Urologe Michael Stöckle vom Universitätsklinikum Homburg/Saar und der Strahlentherapeut Thomas Wiegel vom Universitätsklinikum Ulm. An der Studie waren unter anderem beteiligt: die Deutsche Gesellschaft für Urologie, die  Deutsche Gesellschaft für Radioonkologie (Strahlentherapie), der Berufsverband der Deutschen Urologen, die Deutsche Krebsgesellschaft und der Bundesverband Prostatakrebs Selbsthilfe.
Die Vorbereitung der Studie begann 2012. Beim Start im Herbst 2013 beteiligten sich bereits über 60 Krankenhäuser bundesweit als Studienzentren. Durch ein fast flächendeckende Angebot hatten Männer mit einem lokal begrenzten Prostatakarzinom in ganz Deutschland die Möglichkeit, an PREFERE teilzunehmen und sich in einem Krankenhaus ihrer Nähe behandeln zu lassen.
Bis zum Januar 2016 wurden insgesamt rund 350 Probanden behandelt. Die erforderliche Zahl von rund 2000 Teilnehmern pro Jahr wurde damit weit verfehlt. Daher wurde die Studie Ende 2016 eingestellt. Es wurde betont, dass für die weitere Betreuung der 343 Patienten, die sich bisher für eine Teilnahme entschieden hatten, die Beendigung der PREFERE-Studie keine Nachteile bringe.

## Kritik
Es wurde im Vorfeld der Studie u. a. kritisiert, dass die Ziele der Studie nicht erreichbar sein würden, da die angestrebten Rekrutierungszahlen unrealistisch seien. Diese Kritik wurde durch die Studienleiter in einer öffentlichen Stellungnahme zurückgewiesen. Weiter wurde die Kritik geäußert, dass bereits ausreichende wissenschaftlichen Belege dafür vorliegen, eine aktive Überwachung in dieser Patientengruppe als beste Option anzusehen und dass daher die Studie eine Frage stelle, die bereits beantwortet sei.